# قاي إدغار كامبل
قاي إدغار كامبل (بالإنجليزية: Guy Edgar Campbell)‏ هو سياسي أمريكي، ولد في 9 أكتوبر 1871 في Fetterman, West Virginia ‏ في الولايات المتحدة، وتوفي في 17 فبراير 1940. نشط حزبياً في الحزب الجمهوري والحزب الديمقراطي. وقد انتخب عضو مجلس النواب الأمريكي.